# Milutin Stefanović (Chemiker)
Milutin Stefanović (serbisch Милутин Стефановић Milutin Stefanović, * 25. Februar 1924 in Belgrad; † 7. Mai 2009 ebenda) war ein jugoslawischer Chemiker. Er war Professor für Chemie an der Universität Belgrad und widmete sich der Chemotaxonomie.

## Leben
Milutin Stefanović wurde 1924 als zweiter Sohn von Miloš Stefanović und Danica Altman geboren. Er besuchte die Grundschule und das Gymnasium in Belgrad und machte 1942 seinen Schulabschluss. 1947 begann er ein Chemiestudium an der Fakultät für Naturwissenschaften und Mathematik der Universität Belgrad. Dieses schloss er 1951 mit einer Arbeit über die Bestimmung von Schwefel in organischen Substanzen durch Elektrooxidation ab. Anschließend widmete er sich seiner Doktorarbeit, die er am 16. Juli 1954 verteidigte.
1957 wurde er Assistenzprofessor für Chemie an der Universität Belgrad. Von Februar 1958 bis November 1959 spezialisierte er sich in Frankreich auf die Synthese von Steroidhormonen und Alkaloiden. Während dieser Zeit war er auch Mitglied des Rates des Instituts für chemische, technologische und metallurgische Forschung und Mitglied des Vorstands der Serbischen Chemischen Gesellschaft.
Von Oktober 1963 bis Januar 1964 untersuchte Stefanović am Chemischen Institut der Technischen Hochschule in Braunschweig photochemische Reaktionen mit Naturstoffen. 1964 wurde er außerordentlicher Professor für Naturstoffchemie an der Fakultät für Naturwissenschaften und Mathematik der Universität Belgrad. Aufgrund eines Austauschprogramms der Jugoslawischen Akademie der Wissenschaften und Künste und der American Academy of Arts and Sciences war er von April bis Oktober 1969 in Washington in den Vereinigten Staaten tätig. Währenddessen widmete er sich der organischen Chemie und der Naturstoffchemie.
1970 wurde er ordentlicher Professor für Organische Chemie an der Universität Belgrad, ab 1972 leitete er zwei Jahre lang das Institut für Chemie der Fakultät für Naturwissenschaften und Mathematik. Seine Tätigkeit als Professor endete 1989, er blieb jedoch noch bis 2004 für die Serbische Akademie der Wissenschaften und Künste in der wissenschaftlichen Forschung tätig.
Stefanović starb am 7. Mai 2009 in Belgrad.

## Publikationen
Milutin Stefanović veröffentlichte vier Lehrbücher:
- zusammen mit B. Grujić: Хемија природних производа, Завод за издавање уџбеника, Belgrad, 1965 (Chemie der Naturstoffe)
- Хемија стероида, Завод за издавање уџбеника СРС, 1966 (Chemie der Steroide)
- zusammen mit Carl R. Noller: Textbook of Organic Chemistry, W.B. Saunders Company, 1966
- zusammen mit Henri Kagan: Organische Stereochemie, Stuttgart, Georg Thieme Verlag, 1977.

Außerdem veröffentlichte er 130 wissenschaftliche Arbeiten in Fachzeitschriften.

## Auszeichnungen und Ehrungen
- 1966: Auszeichnung der Stadt Belgrad
- 1981: Jugoslawischer Orden der Sozialistischen Arbeit
- 1981: Geehrtes Mitglied der Serbischen Chemischen Gesellschaft
- 1985: Plakette der Stadt Belgrad
- 1988: Jugoslawischer Nationalverdienstorden
- Plakette anlässlich des 40-jährigen Bestehens der Fakultät für Naturwissenschaften und Mathematik der Universität Belgrad
- 1990: Medaille der Serbischen Chemischen Gesellschaft für seinen dauerhaften wissenschaftlichen Beitrag in der Chemie
- 1992: Ehrenmitglied der Serbischen Chemischen Gesellschaft[1]